# Suomi Jazz Orkesteri
Suomi Jazz Orkesteri var en finländsk orkester, verksam i Helsingfors mellan 1927 och 1931.
Orkestern grundades av Ernest Pingoud på initiativ av Fazers musikaffär och skulle fungera som skivstudioensemble vid bolaget His Master's Voice, som Fazer representerade i Finland. Flera av musikerna hämtades från Fazer. Bland medlemmarna fanns inledningsvis bröderna Olof, Lars och Nils Ekman. Av dem var bara den senare professionell dragspelare och ledde den egna Nissen harmonikkaorkesteri, medan de andra bröderna var amatörer. Efter att bröderna Ekman lämnade orkestern, engagerades Viljo Vesterinen som dragspelare. I samband med detta värvades också bröderna Pietro, Tomaso och Angelo Busi, tre dragspelare från Italien som kommit till Finland på 1910-talet och spelat på biografer och cirkusar. Några av de övriga musikerna var violinisten Martti Parantainen, trombonisten Antti Sundell, altsaxofonisten Nils Petrelius, trumpetaren Hannes Konno och sousafonisten Kaarlo Reinikainen. Som mest bestod orkestern av tio medlemmar.
Utanför inspelningsstudion framträdde Suomi Jazz Orkesteri på biografer uppträdde regelbundet på polishuset på Runebergsgatan. När orkesterns popularitet minskade i början av 1930-talet gjorde den flera turnéer på landsorten. Ernest Pingoud ville utveckla orkestern och planerade tillsätta Georg Malmstén som kapellmästare, men av detta blev intet och ensemblen upplöstes 1931.
Mellan 1928 och 1929 gjorde Suomi Jazz Orkesteri flera framgångsrika grammofoninspelningar, varav några tillsammans med Ture Ara (under pseudonymen Topi Aaltonen). 1930 gjorde Rafael Ramstedt och Kurt Londén diverse inspelningar med Suomi Jazz Orkesteri.